# Elektroseilzug

Seilzug schematisch dargestellt

Unter einem Elektroseilzug versteht man ein Hebezeug, bei dem als Tragmittel ein Stahlseil eingesetzt wird. Die Hub-Bewegung wird durch einen Elektromotor erzeugt. Elektroseilzüge werden zum Heben und Senken von frei beweglichen und geführten Lasten eingesetzt, die nicht verkanten können. Der Einsatz kann entweder stationär oder elektrisch verfahrbar als Teil einer Laufkatze erfolgen, üblicherweise als Bestandteil an einem Brückenkran.

## Allgemeiner Aufbau eines Seilzuges
Während in der Vergangenheit Motor, Getriebe und Trommel meist koaxial unter Einbeziehung der Seiltrommel zur Aufnahme des Getriebes angeordnet wurden, hat es sich in den letzten Jahren durchgesetzt, den Motor außen anzuordnen. Diese Bauweise bietet Vorteile bei der Kühlung, der Wartung und die Möglichkeit, verschiedene Motortypen und -größen modular einzusetzen. Außerdem eignet sie sich besonders für den Einsatz in einer Laufkatze, weil sie kompakter ist als die koaxiale Form und so geringere Anfahrmaße ermöglicht. Die Laufkatze kann also näher an die Kranträger-Enden heranfahren. Diese moderne Bauart wird in der Skizze rechts dargestellt.

Elektroseilzug des Herstellers Stahl CraneSystems

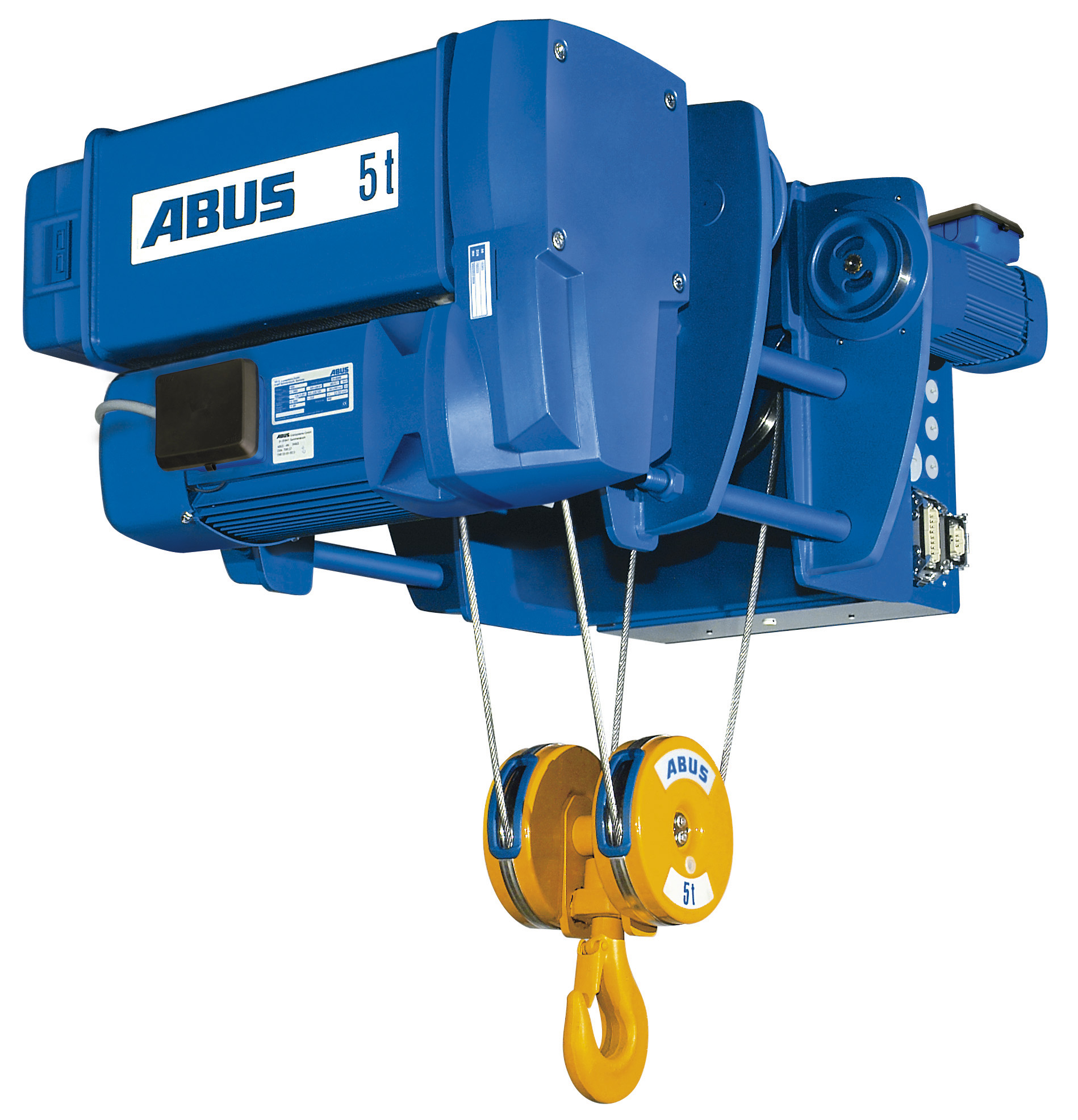
Einschienenlaufkatze des Herstellers Abus Kransysteme. Links oben im Bild erkennt man Hubmotor und seitliches Getriebe, hinter der Abdeckung mit dem Firmenschild befindet sich die Seiltrommel. Rechts ist der Motor für den Katzfahrantrieb zu erkennen.

Der Seilzug besteht im Wesentlichen aus folgenden Bauteilen:
Hubmotor, Getriebe, Seiltrommel, Unterflasche, Seil und Seilführungsring sowie je nach Ausführung auch die Seilrollen des Flaschenzugs.
Die Länge der Seiltrommel variiert je nach gewünschter Hubhöhe. Sie kann entweder ein- oder zweirillig ausgeführt sein. Bei der zweirilligen Ausführung tritt keine Hakenwanderung auf, die normalerweise beim Abwickeln des Seiles von der Seiltrommel entsteht. Die Skizze zeigt die häufigste Ausführung, die einrillige Variante. Das Drahtseil ist in aller Regel (mit ganz wenigen Ausnahmen) nur einlagig aufgewickelt. Der Seilführungsring sorgt dafür, dass kein Schlaffseil und kein Überwickeln des Seiles entstehen kann. Dies garantiert einen einwandfreien Zu- und Ablauf des Seiles und verhindert das Entstehen von Gefahrensituationen.
Je nach Einscherung des Hubwerks werden oben am Seilzug und/oder unten an der Unterflasche Seilrollen benötigt, um das Prinzip des Flaschenzugs umsetzen zu können. Bei einem viersträngigen Elektroseilzug wie auf dem Foto verläuft das Seil von der Seiltrommel oben am Seilzug zunächst zur Unterflasche, wird dort durch eine Seilrolle umgelenkt und verläuft zurück zum Seilzug. Die dortige Umlenkrolle steht parallel zur Seiltrommel und führt das Seil wieder nach unten, wo es von der zweiten Seilrolle an der Unterflasche wieder nach oben gelenkt wird. Am Seilzug befindet sich dann der Festpunkt des Seils in der Nähe der Seiltrommel. Da sich der erste Seilstrang im Verlauf des Abwickelns von der Seiltrommel entlang der Seiltrommel bewegt, Umlenkrolle und Festpunkt aber unverändert bleiben, entsteht die oben genannte Hakenwanderung oder -drehung, die jedoch in den meisten Fällen kein Problem beim Heben der Last darstellt.